# Австралийская головастая акула
Австрали́йская голова́стая аку́ла (лат. Cephaloscyllium laticeps) — один из видов рода головастых акул, семейство кошачьих акул (Scyliorhinidae). Это малоизученный вид кошачьих акул, эндемик южного прибрежья Австралии. Размножается, откладывая яйца.

## Таксономия
Первое научное описание австралийской головастой акулы под названием Scyllium laticeps было опубликовано в 1853 году французским зоологом Огюстом Дюмерилем в научном журнале «Revue et Magasin de Zoologie». Описываемый экземпляр представлял собой самца длиной 79 см, пойманного у берегов Тасмании. Видовой эпитет laticeps происходит от слова лат. latus — «широкий» и суффикса лат. ceps — «голова». Этот вид практически идентичен с новозеландским видом Cephaloscyllium isabellum. Они отличаются по окраске и форме капсулы, в которую заключены яйца.

## Ареал и среда обитания
Австралийская головастая акула обитает на континентальном шельфе южной Австралии от архипелага Исследований до Джервис-Бэй (Новый Южный Уэльс), включая Тасманию. Обычно этот вид держится у дна вблизи скалистых рифов и зарослей водорослей от прибрежной зоны до глубины 220 м.

## Описание
Это акула с крепким закруглённым телом, существенно сужающимся к хвостовому стеблю. Длина головы составляет не более 1/5 от общей длины тела. Голова широкая приплюснутая. Морда широкая и толстая и тупая. Крупные овальные глаза расположены высоко и имеют рудиментарное третье веко. Ноздри разделены на входящие и выходящие отверстия короткими складками кожи треугольной формы, которые не достигают рта. Рот очень крупный. Зубы маленькие. Верхние зубы видны, даже когда рот закрыт. Борозды по углам рта отсутствуют.

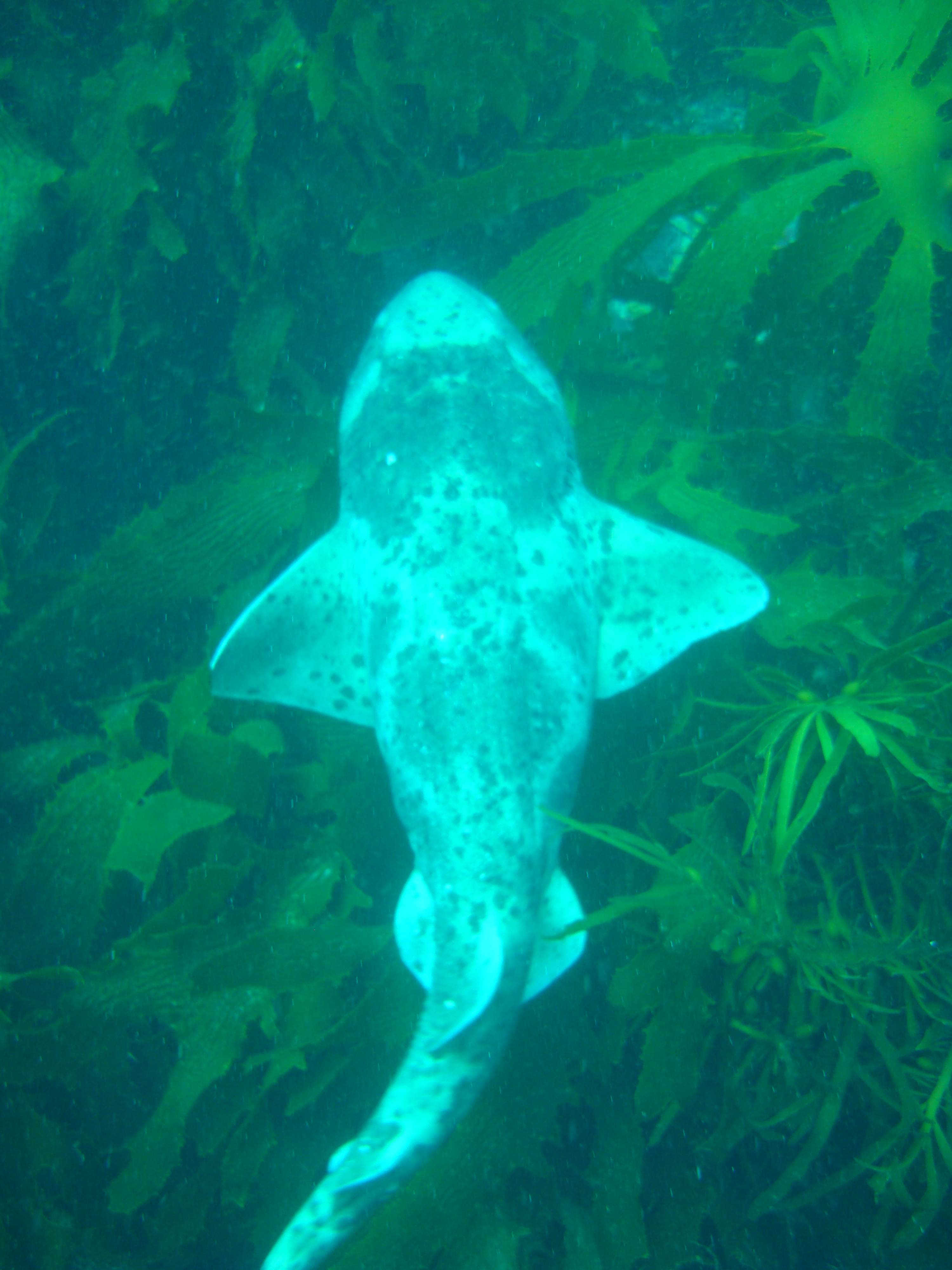

Первый спинной плавник существенно больше второго. Его основание лежит над передней половиной основания грудных плавников. Второй спинной плавник расположен над анальным плавником. Грудные плавники крупные и широкие. Анальный плавник крупнее второго спинного плавника. Короткий и широкий хвостовой плавник имеет хорошо развитую нижнюю лопасть и глубокую вентральную выемку у кончика верхней лопасти. Кожа толстая, покрыта разбросанными плакоидными чешуйками стреловидной формы. Окрас сероватый или коричневатый, на спине есть несколько тёмных седловидных пятен и множество тёмных точек. Под глазами начинается тёмная полоса, которая доходит до основания грудных плавников. Брюхо кремового цвета, нижняя часть плавников покрыта светлыми крапинками. Максимальная длина 1,5 м, средняя длина не превышает 1 м.

## Биология и экология
Это наиболее распространённый вид головастых акул в прибрежных водах южной Австралии. Австралийская головастая акула — медлительная рыба, которая охотится по ночам. В дневное время австралийские головастые акулы группами или в одиночку отдыхают в пещерах и под скалистыми выступами. Наблюдения показали, что некоторые особи сохраняют активность в течение нескольких месяцев, тогда как другие могут отдыхать до пяти дней подряд. Большинство австралийских головастых акул предпочитают оставаться на одном и том же месте. С другой стороны, некоторые особи преодолевают расстояния свыше 300 км. Это очень выносливый вид акул, они могут жить без воды более суток.
Австралийские головастые акулы являются главным хищником в своей экосистеме. Их рацион составляют ракообразные (в основном крабы и лобстеры), головоногие (включая кальмаров и осьминогов) и небольшие рыбы. Даже крупную добычу они стараются проглотить целиком. Вероятно, длительный период отдыха нужен этим акулам для переваривания пищи. Подобно прочим головастым акулам австралийские головастые акулы способны накачиваться водой или воздухом, будучи вытащенными из воды, и раздуваться в случае опасности; таким способом они расклиниваются в щелях, не позволяя себя схватить, и даже отпугивают хищника. Они могут стать добычей плоскоголовых семижаберных акул (Notorynchus cepedianus) и морских млекопитающих. Известно, что морские змеи питаются яйцами австралийских головастых акул.

### Размножение и жизненный цикл

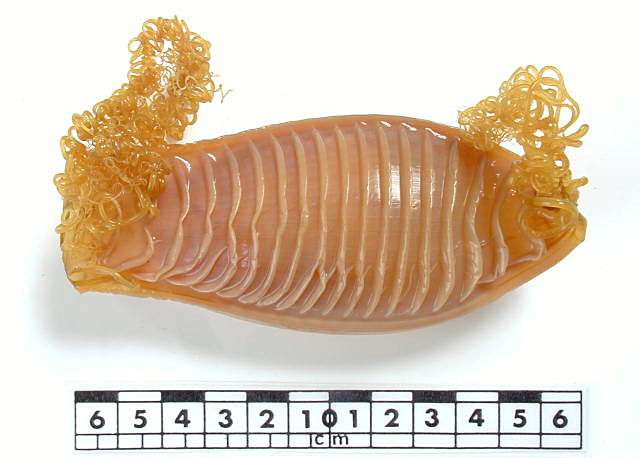
Яйцевая капсула австралийской головастой акулы

Этот вид размножается, откладывая яйца, заключённые в бледную капсулу в форме фляжки длиной 13 см и шириной 5 см, покрытую 19—27 крестообразными гребнями. По углам имеются спиралевидные усики, позволяющие капсуле закрепиться на дне. В неволе в 2 месяца у эмбриона развиваются внешние жабры, а к 5 месяцам заканчивают развитие внутренние жабры и появляется первичная окраска. В 6 месяцев рост ускоряется, желточный мешок начинает пустеть и полностью исчезает к 9—10 месяцу. Акулята вылупляются из яиц через 11—12 месяцев после отложения яиц. Длина новорожденных составляет 14 см.
Самцы достигают половой зрелости при длине 71—87 см, а самки 75—86 см. У самцов зубы крупнее, чем у самок. Во время спаривания самцы кусают самок за спину, чтобы их удержать. Самцы способны к оплодотворению круглый год. У самок имеется один функциональный яичник и два яйцевода. Они могут сохранять внутри себя сперму в течение 15 месяцев. За один раз самки откладывают по одному яйцу. С января по июнь откладывание яиц происходит каждые 20 дней, в остальное время года промежуток составляет 30 дней.

## Взаимодействие с человеком
Австралийские головастые акулы не представляют опасности для человека. Они досаждают ловцам лобстеров, опустошая расставленные ими ловушки. Ежегодно существенное количество этих акул попадает в сети в качестве прилова, большую часть выпускают обратно в море, при этом благодаря своей выносливости многие выживают. Международный союз по охране природы присвоил этому виду статус «Вызывающий наименьшие опасения».